# Marie-Clémentine Anuarite Nengapeta
Marie-Clémentine Anuarite Nengapeta, nascida Anuarite Nengapeta (Wamba, 29 de dezembro de 1939 – Isiro, 1 de dezembro de 1964), foi uma religiosa congolesa católica das Irmãs da Sagrada Família.
Sua mãe teve todos os filhos com ela batizados em 1945. Anuarite fugiu de casa para ingressar no convento, apesar da desaprovação da mãe. Sua curta vida religiosa foi dedicada ao ensino e às atividades de cozinheira e sacristã. Nengapeta foi morta durante a guerra civil na revolta Simba em 1964, quando o coronel Pierre Olombe a matou depois que ela evitou suas tentativas de estupro.
Nengapeta é a primeira mulher bantu beatificada, realizada em 15 de agosto de 1985 por São João Paulo II.

## Vida

### Infância
Nengapeta nasceu em Wamba, na República Democrática do Congo, em 29 de dezembro de 1939, filha de Amisi Batsuru Batobobo e Isude Julienne, como a quarta de seis filhas; ela pertencia à tribo Wabudu. O quinto e o sexto eram gêmeos. Seu pai - um ex-soldado - dispensou a esposa para casar com outra para que ele pudesse ter um filho, mas ela se revelou estéril. Quando criança, ela perdoou seu pai por deixar sua mãe. Nengapeta - e sua mãe biológica - foram batizadas juntas em 1945 e ela adotou o nome de "Alphonsine". Parece que ela foi batizada duas vezes porque seu certificado original de batismo foi perdido. Uma irmã era Léontine Anuarite.
Certa vez, Nengapeta viu uma cabra ser massacrada e se recusou a comer a carne porque disse que seu sangue era muito parecido com o dela. Cada vez que ela terminava a escola, ela ia ajudar sua avó nas tarefas. Depois que ela começou a estudar, seu registro tinha um erro com o nome da irmã em vez do nome que ela havia recebido no batismo. Sua irmã a levou para se registrar para estudar, mas a irmã religiosa belga que as conheceu errou e a inscreveu com seu nome de batismo e o de irmã. Portanto, seu nome - apenas Nengapeta - agora é visto como Anuarite Nengapeta.

### Religiosa
Nengapeta decidiu seguir a vida religiosa, pois admirava as irmãs e respeitava a irmã Ndakala Marie-Anne. Sua mãe era contra sua vocação, então ela decidiu fazer algo a respeito depois que soube que um caminhão chegou à missão local para trazer postulantes a um convento. Ela não contou à mãe e, em vez disso, embarcou no caminhão sem ser vista e foi para o convento. Sua mãe procurou por uma semana, mas soube o que aconteceu com sua filha por uma criança da aldeia; sua mãe ficou frustrada, mas não exigiu que sua filha voltasse. A jovem ingressou na vida religiosa em 1959, assumindo o nome de "Marie-Clémentine" na profissão de 5 de agosto. Seus pais estavam na festa de sua profissão e deram duas cabras às irmãs para expressar sua felicidade, embora sua mãe mais tarde quisesse que ela voltasse para casa para lhes dar apoio financeiro. Houve uma ocasião em que Marie-Clémentine atacou um bandido com raiva quando ele estava fazendo aberturas com uma das freiras.

### Captura e morte
Em 1964, uma rebelião eclodiu em todo o país e os rebeldes Simba se opuseram aos ocidentais, mas também aos monges e irmãs indígenas por suspeitarem que esses religiosos estavam cooperando com os estrangeiros. Os rebeldes invadiram seu convento em 29 de novembro de 1964 e carregaram todos os 46 deles em um caminhão, dizendo-lhes que era para garantir que as irmãs estivessem seguras. Disseram-lhes que o caminhão iria para Wamba, mas em vez disso partiu para Isiro, para o complexo do Coronel Yuma Déo. O coronel Ngalo, com a ajuda do soldado Sigbande, tentou fazer com que ela fosse sua esposa e ameaçou-a de morte quando ela recusou. Ngalo recorreu ao colega coronel Olombe (nascido em 1938) por sua ajuda para seduzi-la. No jantar de 30 de novembro, ela comeu arroz e sardinha com um colega religioso e advertiu suas irmãs para não beberem a cerveja. Olombe então mandou as irmãs para a cama e pediu-lhe que ficasse para trás, pois ele a queria para si. Ele a insultou quando ela recusou suas ofertas e então a forçou e a irmã Bokuma Jean-Baptiste a entrar no carro. As duas tentaram escapar enquanto ele voltava ao complexo para pegar as chaves, mas ele as pegou e começou a espancá-las. Bokuma desmaiou após ele quebrar o braço dela em três lugares, enquanto chamava alguns rebeldes para esfaquear Nengapeta, antes de puxar um revólver e atirar em seu peito.
Olombe ordenou a algumas irmãs que a tirassem de sua vista, mas ela ainda respirou por vários minutos antes de morrer por volta da 1h00 de 1º de dezembro de 1964. Entre os golpes, teve forças para dizer ao agressor: "Eu te perdôo, porque você não sabe o que está fazendo". Seus restos mortais foram enterrados em uma vala comum, mas foram exumados oito meses depois e reenterrados. Seus restos mortais foram posteriormente exumados em dezembro de 1978 e descobriu-se que ela tinha uma imagem da Mãe de Deus em sua mão direita. Seus restos mortais foram então transferidos para a Catedral do Isiro. Olombe foi condenado à morte em 1965, mas escapou da prisão. Ele voltou para a prisão e sua sentença foi comutada para prisão perpétua em 1966, embora ele tenha recebido o perdão em 1971.

## Beatificação
A causa de beatificação começou sob o Papa Paulo VI em 14 de abril de 1977 e ela foi intitulada Serva de Deus. Um processo cognitivo foi aberto na diocese de Isiro-Niangara de 13 de janeiro de 1978 até o final de 1978. Seus escritos receberam aprovação teológica em 9 de maio de 1980, antes que a Congregação para as Causas dos Santos validasse o processo cognitivo em 12 de fevereiro de 1982. Os oficiais da causa enviaram a Positio em 1983, antes que os teólogos a aprovassem em 21 de fevereiro de 1984, assim como a CCS em 17 de abril de 1984.
O Papa João Paulo II aprovou esta causa em 9 de junho de 1984 e beatificou Nengapeta em 15 de agosto de 1985, durante sua visita ao Zaire. É a primeira mulher bantu elevada aos altares com a sua beatificação. À esquerda do altar estavam os pais da falecida irmã. O papa expressou que também perdoou seu assassino. Havia cerca de 60.000 pessoas na beatificação e houve rumores de que seu assassino estava presente, assim como o presidente Mobutu Sese Seko.
Seu assassino tentou garantir um encontro com o papa para expressar seu grande remorso, mas foi negado. Joaquín Navarro disse que a audiência foi recusada porque o ex-coronel fez o pedido por meio de um redator que o entrevistou. Uma fonte disse que um fator contribuinte foi o fato de ele ser considerado instável.
O postulador atual para esta causa é pe. José Antonio Pérez Sánchez.
Ela é patrona da Rede Jesuíta Africana de AIDS.